# Sơn Thủy, Lệ Thủy
Sơn Thủy là một xã thuộc huyện Lệ Thủy, tỉnh Quảng Bình, Việt Nam.

## Địa lý
Xã Sơn Thủy nằm ở phía tây bắc huyện Lệ Thủy, có vị trí địa lý:
- Phía đông giáp xã An Thủy
- Phía tây giáp thị trấn Nông trường Lệ Ninh
- Phía nam giáp xã Phú Thủy
- Phía bắc giáp xã Hoa Thủy.

Xã Sơn Thủy có diện tích 25,87 km², dân số năm 2019 là 7.593 người, mật độ dân số đạt 293 người/km².

## Hành chính
Xã Sơn Thủy được chia thành 10 thôn: Mỹ Đức, Vinh Quang, Ngô Xá, Ngô Bắc, Hoàng Viễn, Trung Tín, Lộc Xá, Mỹ Hòa, Lại Xá, Hoàng Đàm.

## Kinh tế
Kinh tế chủ yếu là lâm nghiệp và nông nghiệp, tiểu thủ công nghiệp. 